# Gelanor depressus
Gelanor depressus är en spindelart som beskrevs av Arthur M. Chickering 1956. Gelanor depressus ingår i släktet Gelanor och familjen kaparspindlar.
Artens utbredningsområde är Panama. Inga underarter finns listade i Catalogue of Life.